# Воронов, Виктор Григорьевич (нейрохирург)
Ви́ктор Григо́рьевич Во́ронов (25 декабря 1946, Цебельда, Абхазская АССР) — советский, российский нейрохирург. Доктор медицинских наук (2002), кандидат исторических наук (1988), профессор.
Двоюродный брат археолога Ю. Н. Воронова (1941—1995), внук ботаника Ю. Н. Воронова (1874—1931).

## Биография
Родился 25 декабря 1946 года в селе Юрьевка Абхазской АССР в семье потомственных дворян, происходящих из древнего русского рода Вороновых, известного со времён Ивана Грозного.
В школьные годы сезонно работал в археологических экспедициях в северном Причерноморье, посещал школу живописи художницы В. Д. Бубновой. В 1965 году окончил сухумскую среднюю школу № 3.
В 1965—1966 годах учился на фельдшерском отделении 2-го Ленинградского медицинского училища. В 1972 году окончил Ленинградский педиатрический медицинский институт по специальности «Педиатрия». Будучи студентом, работал медбратом нейрохирургического отделения больницы № 16 им. В. В. Куйбышева (1969—1970), медбратом-анестезистом в городской анестезиологической бригаде (1970—1972). В 1972—1975 годах — врач-педиатр станции скорой помощи (Гатчина), в 1975 — нейрохирург Ленинградской областной клинической больницы.
В 1976—1988 годах — врач-нейрохирург нейрососудистого отделения городской больницы № 16 им. В. В. Куйбышева (Ленинград).
В 1988 году сдал экзамены за университетский курс по общей истории России.
С 1988 года — научный сотрудник, нейрохирург Российского нейрохирургического института имени профессора А. Л. Поленова (Санкт-Петербург); с 2005 — главный научный сотрудник отделения хирургии детского возраста, с 2011 — отделения хирургии сосудов головного мозга. Одновременно в 1993—2003 годах курировал вопросы детской нейрохирургии в северно-западном регионе Российской Федерации.
Одновременно с 2004 года преподаёт на кафедре психоневрологии факультета послевузовского и дополнительного профессионального образования Петербургского педиатрического университета (доцент, с 2005 — профессор); руководит кружком по нейрохирургии и истории СНО академии.
Член российской, европейской и всемирной ассоциаций нейрохирургов, с 2008 — член президиума ассоциации детских нейрохирургов России. Секретарь Проблемной комиссии по нейрохирургии и нервным болезням ФГБУ «СЗФМИЦ им. В. А. Алмазова» Минздрава России. Член Российского красного креста (с 1989).
Одновременно в 1972—1987 годах — комсомольский и партийный (вступил в КПСС в 1981) работник в Ленинграде и Ленинградской области; с 1986 — внештатный сотрудник народного контроля Ленинградского обкома КПСС. В 1991—1994 — депутат Куйбышевского районного совета народных депутатов (Ленинград / Санкт-Петербург). Создал и в течение 3 лет руководил «Первой Ленинградской страховой медицинской муниципальной организацией».

## Научная деятельность
В 1985 году защитил кандидатскую (руководитель — профессор Б. М. Никифоров), в 2002 — докторскую диссертацию по нейрохирургии. В 1988 году защитил кандидатскую диссертацию по истории России (руководитель — профессор Н. Я. Олесич). Старший научный сотрудник (1996).
Основные направления исследований:
медицина
- диагностическая информативность тепловидения в нейрохирургии и неврологии,
- нейрохирургические заболевания (в том числе опухоли) спинного мозга и позвоночника,
- лечение врождённых заболеваний спинного мозга и позвоночника у детей, в том числе и мальформации Киари.

история
- история российской революции 1905 года.

Член диссертационного Совета РНХИ им. проф. А. Л. Поленова.
Автор более 200 научных работ, в том числе 6 монографий.

### Избранные труды
по медицине
- Воронов В. Г. Вертебро-медулярные опухоли в детском возрасте (статистика, клиника, диагностика, лечение). — Русь, 2007. — 171 с. — ISBN 5-8220-0043-6.
- Воронов В. Г. Значение тепловизионных исследований в диагностике опухолей спинного мозга : Автореф. дис. … канд. мед. наук. — Л., 1985. — 23 с.
- Воронов В. Г. Исторический путь учения о Spina Bifida. — РНХИ им. проф. А. Л. Поленова, 2001. — 63 с.
- Воронов В. Г. Клиника, диагностика и хирургическое лечение пороков развития спинного мозга и позвоночника у детей : Автореф. дис. … д-ра мед. наук. — СПб., 2000. — 47 с.
- Воронов В. Г. Пороки развитии спинного мозга и позвоночника у детей (страницы истории, клиника, диагностика, лечение). — Сентябрь, 2002. — 400 с. — ISBN 5-900356-23-X.
- Воронов В. Г., Мидленко М. А., Себелев К. И., Потёмкина Е. Г., Иванов А. А. Пороки кранио-вертебральной области. — УлГУ, 2008. — 97 с.
- Воронов В. Г., Никифоров Б. М., Суханова В. Ф. Тепловидение в диагностике заболеваний спинного мозга, конского хвоста и позвоночника. — ВНЦ «ГОИ им. С. И. Вавилова», 1981. — 155 с.
- Мельникова В. П., Никифоров Б. М., Воронов В. Г. Тепловидение в диагностике заболеваний спинного мозга, конского хвоста и позвоночника. — ВНЦ «ГОИ им. С. И. Вавилова», 1991. — 149 с.
- Панунцев В. С., Воронов В. Г., Никитин П. И. Современные представления о церебральных артериовенозных мальформациях. — СПб.: Синтез Бук, 2013. — 426 с. — 3000 экз. — ISBN 978-5-91639-016-2.
- Сырчин Э. Ф., Бейн Б. Н., Воронов В. Г. Неврология дистальных спинальных дизрафий у детей после хирургической коррекции и восстановительного лечения. — Старая Вятка, 2012. — 281 с. — ISBN 978-5-91061-323-6.

по истории
- Воронов В. Г. Деятельность большевиков Петербурга по вовлечению медиков в революционную борьбу за свержение царизма накануне и в период первой российской революции : Автореф. дис. … канд. ист. наук. — Л., 1988. — 17 с.
- Воронов В. Г. Иван Старов — главный архитектор эпохи Екатерины Великой : [к 200-летию со дня смерти архитектора]. — СПб.: Искусство-СПБ, 2008. — 605+2 с. — ISBN 978-5-210-01511-2